# Kasteel van Laroque (Cantal)
Het Kasteel van Laroque (Frans: Château de Laroque) is een kasteel in de Franse gemeente Laroquebrou. Het kasteel is een beschermd historisch monument sinds 1972.